# Åsenfjorden
Åsenfjorden er en fjord i Levanger, Frosta og Stjørdal kommuner i Trøndelag fylke i Norge. Den er en arm af Trondheimsfjorden og ligger mellem bygden Skatval i Stjørdal i syd, Frosta i nordvest og i nordøst bygden Åsen i Levanger, som fjorden har navn efter. Fjorden har indløb fra Strindfjorden mellem Rykkjaskjæret i Skatval i øst og Gullberget i Frosta i vest, og går mod nordøst til fjordbunden ved bebyggelsen Hopla. Fjorden har en række små sidefjorde mod øst, hvoraf de største er Fættenfjorden og Lofjorden.
Åsenfjorden er ikke særlig dyb, og overstiger sjældent 50 meter.